# Калюжный, Иван Иванович
Иван Иванович Калюжный (7 ноября 1941, Павлоградский район, Омская область, РСФСР — 13 января 2013, Омск, Российская Федерация) — советский и российский тренер по греко-римской борьбе, заслуженный тренер СССР.

## Биография
Мать умерла вскоре после его рождения, а отец погиб на фронте, не увидев сына. Воспитывался вместе со своими братьями в детском доме в деревне Тихвинка Павлоградского района.
В 1971 г. окончил Омский государственный институт физической культуры. В 1963—2001 гг. — тренер-преподаватель в Омском районном совете ДСО «Локомотив». Подготовил более 40 мастеров спорта по греко-римской борьбе, одного заслуженного мастера спорта, трех мастеров спорта международного класса. Среди его воспитанников два чемпиона мира и Европы, пять серебряных призёров первенств мира, победители чемпионатов СССР, России и международных соревнований, в том числе В. Матва, В. Кудинов, А. В. Игнатенко и С. В. Игнатенко.
C 2001 г. — тренер-преподаватель муниципального учреждения дополнительного образования детей ДЮСШ № 19.
Похоронен на Старо-Восточном кладбище 

## Награды и звания
Награждён орденом «Знак Почёта» (1986). Заслуженный тренер СССР (1991), заслуженный тренер РСФСР (1987).